# Anamera strandiella
Anamera strandiella är en skalbaggsart som beskrevs av Stefan von Breuning 1944. Anamera strandiella ingår i släktet Anamera och familjen långhorningar. Inga underarter finns listade i Catalogue of Life.